# Tevče, Laško
Tevče so naselje v Občini Laško.